# Yek Khoftī
Yek Khoftī (persiska: یک خفتی, Yek Joftī) är en ort i Iran.   Den ligger i provinsen Kermanshah, i den nordvästra delen av landet, 400 km väster om huvudstaden Teheran. Yek Khoftī ligger 1 289 meter över havet och antalet invånare är 124.
Terrängen runt Yek Khoftī är varierad. Runt Yek Khoftī är det ganska tätbefolkat, med 185 invånare per kvadratkilometer. Närmaste större samhälle är Harsīn, 17,4 km söder om Yek Khoftī. Trakten runt Yek Khoftī består till största delen av jordbruksmark.